# Tunnel comune (metropolitana di Oslo)
Il Tunnel comune (in norvegese: Fellestunnelen), talvolta chiamato anche linea comune (Fellesstrekningen), è un tunnel lungo 7,3 chilometri (4,5 miglia) della metropolitana che attraversa il centro di Oslo, capitale della Norvegia.
Il nome deriva dal fatto che tutte e cinque le linee dalla metropolitana utilizzano lo stesso tunnel che si estende tra le stazioni di Majorstuen e di Tøyen.
Il tunnel collega sei stazioni, incluse le quattro più frequentate dell'intera rete metropolitana di Oslo.

## Storia
Il tunnel fu costruito in un primo tempo come due tunnel separati ed autonomi che solo in seguito furono collegati.
La società Holmenkolbanen aprì la sezione occidentale del tunnel tra Majorstuen a Nationaltheatret già nel 1928.
Nel 1966, la società Oslo Metro aprì la sezione orientale del tunnel tra Tøyen e la stazione di Jernbanetorget situata nei pressi della stazione ferroviaria centrale. 
Nel 1977 la sezione orientale del tunnel fu prolungata verso la stazione di Sentrum, ma l'estensione fu chiusa nel 1983 a causa di infiltrazioni di acqua.
Nel 1987, la stazione Sentrum riaprì con il nome di Stortinget (Parlamento), e divenne il terminal sia delle linee occidentali, sia delle linee orientali della metropolitana. 
Solo nel 1993, con l'adeguamento del tratto occidentale del tunnel agli standard necessari per il transito di treni metropolitani, il primo treno poté percorrere l'intero tratto.